# 클레어 레드필드

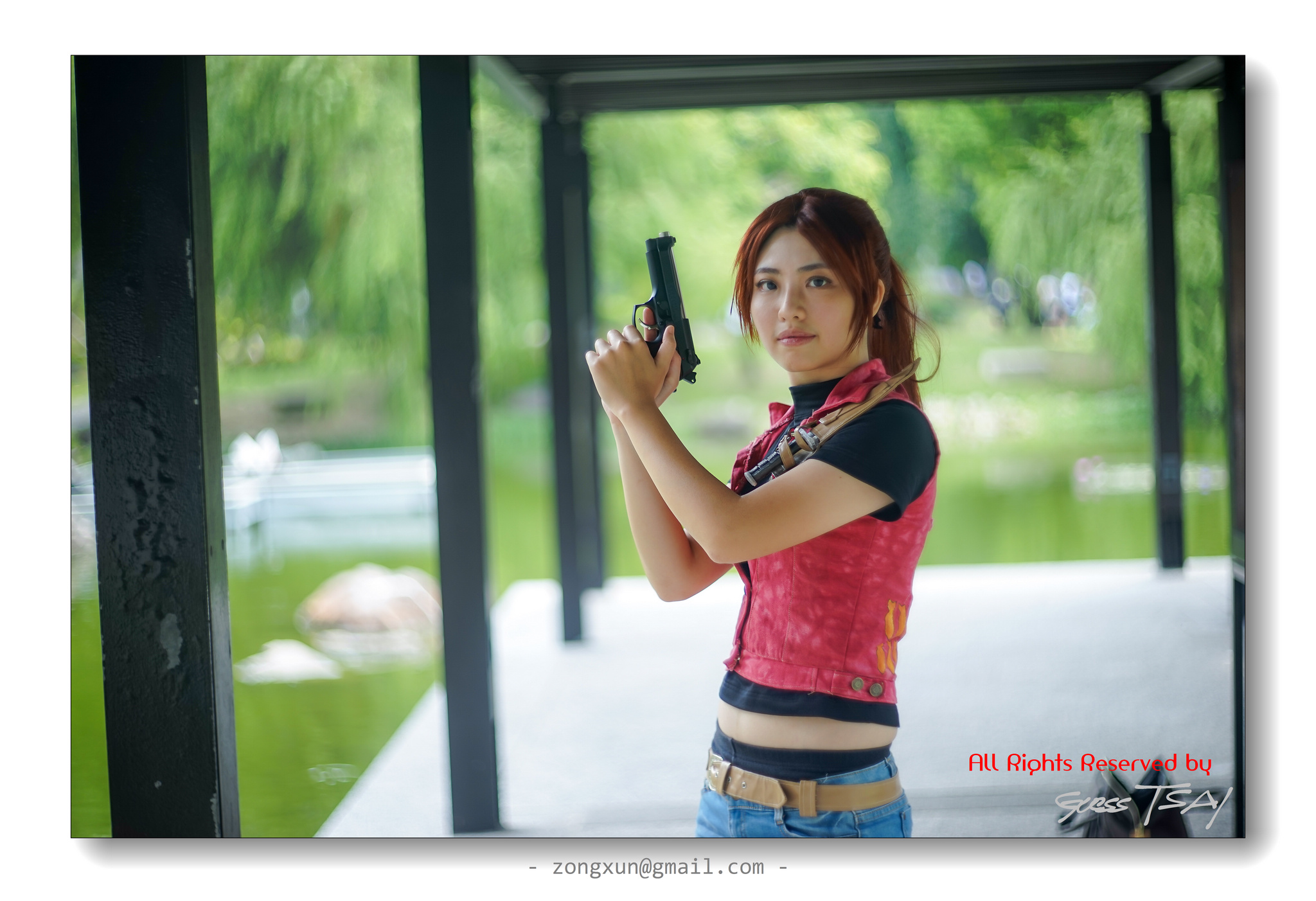

클레어 레드필드(Claire Redfield)는 캡콤의 게임 바이오하자드 시리즈에 등장하는 인물이다.

## 캐릭터
활발한 성격의 소녀로, 빨간색을 좋아한다. 머리 모양은 포니테일이며, 눈은 파랗고, 머리는 갈색이다. T-바이러스에 대하여 완전한 항체를 가지고 있으며, 그 항체 덕분에 좀비화 할 수 없다. 라쿤 시티 경찰 "RPD"관할 특수 부대 S.T.A.R.S. 알파 팀의 대원 크리스 레드필드의 여동생이며, 그를 자랑스럽게 생각한다. 오빠 같은 기가 센 성격에 행동력이 넘치는 여대생으로, 자전거를 좋아한다. 소유하고 있던 대형 오토바이 2대 중 1대는 라쿤 시티를 방문했을 때, 방치되어 버렸다. 평소 크리스로 하여금 호신술을 가르침을 받고 있었기 때문에, 총기의 취급, 심지어 로켓 발사기 및 개틀링건 같은 대형 화기까지 조종할 수 있다. 그러나, 완력은 그다지 강하지 않기 때문에 맨홀을 열 수 없고, 무거운 무기는 사용하지 못하는 것도 있다.